# Metsadsor
Metsadsor ou Metsadzor (en arménien Մեծաձոր ; jusqu'en 1935 Schanlu puis Avtona) est une communauté rurale du marz d'Aragatsotn, en Arménie. Elle compte 105 habitants en 2009.